# Луций Дувий Авит
Луций Дувий Авит (лат. Lucius Duvius Avitus) — политический деятель эпохи ранней Римской империи.
Происходил из галльского племени воконтиев. Родиной Авита был город Вазион Воконтиорум, который находился в Нарбонской Галлии. После претуры он в качестве легата пропретора руководил провинцией Аквитания. Авит стал первым галлом, вошедшим в состав сената. С ноября по декабрь 56 года он занимал должность консула-суффекта вместе с Публием Клодием Тразеем Петом.
С 57 по 58 год в должности легата пропретора Авит управлял провинцией Нижняя Германия. Во время исполнения своих полномочий он вместе с наместником провинции Верхняя Германия Титом Курцилием Манция отбил атаку племени фризов, а затем, переправившись через Рейн, разорил земли этого племени. О дальнейшей судьбе Дувия нет никаких сведений.